# Kunický rybník
Kunický rybník se nachází zhruba 1,5 km severozápadně od Leštiny u Světlé, při jižním okraji Kunického lesa, v okrese Havlíčkův Brod. Je napájený potokem Leštinou, který je pravostranným přítokem říčky Sázavky. Rozloha rybníka činí 9,9 ha. Bývá též uváděna rozloha 7,0 ha. Celkový objem činí 60 tis. m³.

## Využití
Rybník je využíván k chovu ryb. Důležitý je i retenční význam, tedy schopnost zachycení povodňových průtoků. Retenční objem činí 35 tis. m³.